# Рейды УПА на Восток Украины
Рейды УПА на Восток Украины (укр. Рейди УПА на Схід України) — вооружённые вылазки Украинской повстанческой армии на территорию Советской Украины к востоку от довоенной советско-польской границы, с целью распространить идеи украинского освободительного движения в Центральной и Восточной Украине.

## Предыстория
Аннексия Советским Союзом Западной Украины и Беларуси в сентябре 1939 г. открыла перед ОУН новые возможности для расширения организационной сети восточнее Збруча, поскольку было ясно, что без поддержки украинцев, проживавших в границах Украинской ССР до войны, невозможно создать независимое и единое государство. Однако масштабные репрессии советской власти в Западной Украине в 1939-1941 гг. стали серьезным испытанием для украинского подполья, которое из-за значительных потерь в то время не смогло успешно реализовать свое проникновение на восток.
Ситуация изменилась после нападения Германии на Советский Союз в июне 1941. Накануне войны Проводы обеих фракций ОУН (мельниковцев и бандеровцев) подготовили к рейду на «Великую Украину» походные группы, которые должны закрепиться в центральных, восточных и южных областях, построить подпольную сеть, проводить культурно-просветительскую и агитационно-пропагандистскую работу среди населения.
15 сентября Главное управление имперской безопасности Германии выдало приказ об аресте нескольких десятков проводников и активных членов ОУН (б). Нацисты прежде всего преследовали членов Походных групп ОУН. Несмотря на немецкие репрессии, походные группы оуновцев в 1941 году довольно успешно проникли на неизведанную для них к тому территорию Центральной, Восточной и Южной Украины. На этих территориях обеим фракциям ОУН организации удалось создать краевые, областные, окружные, районные и местные Проводы, которые сразу начали активную агитационно-пропагандистскую работу среди населения.

## Начало рейдов

### Немецкая оккупация
В начале 1943 бандеровское подполье перешло в активную фазу вооруженной борьбы и интенсивного формирования отделов УПА на Волыни и южном Полесье. С тех пор организационные звенья подполья ОУН в Центральной и Юго-Восточной Украине были переориентированы на сбор продовольствия, медикаментов, оружия и амуниции для снабжения лесной армии, усиление военной подготовки.
В мае 1943-го в рейд на Житомирщину отправился отряд «Верещака» (Фёдора Воробца). В июле на Житомирщину с боями против немцев и венгров прорвалась сотня Гордея Вротновского-«Гордиенко», два подразделения посетили Бородянский и Фастовский районы Киевщины и в сентябре 1943 вернулись в Ровенскую область. В июне 1943 года тяжелые потери в боях с нацистами в Каменец-Подольской области потерпел Кременецкий курень Ивана Климишина («Крука»). Параллельно организовывать повстанческие вооруженные отряды в Винницкой области в мае 1943 года начал будущий командир УПА-Юг Емельян Грабец («Батько»). Среди известных боевых операций Грабца — налёт 3 октября 1943 на полицейскую станицу в Литине (акция УПА "Спокій"), где, повстанцы освободили пленённых сослуживцев, освобождение пленных из концлагеря в Калиновском районе, несколько стычек с немцами под Винницей.
С конца сентября 1943 Житомирскую область и западную Киевщину командование УПА включило в состав военного округа «Тютюнник», названного в память о Юрие Тютюннике — командующем Вторым зимнем походом Армии УНР в 1921 году. Осенью следам Второго зимнего похода там рейдировали соединение «Хмельницкий» (курени Якова Яковлева-«Кватиренко» и Сергея Олеськива-«Негуса»). В ноябре в рейд Подольем отправились курени «Гордиенко», Василия Процюка- «Крапивы», сотня Остапа Качана-«Саблюка». Пройдя рейядами в Центральную Украину, большинство отделов вернулось на Южную Волынь (военный округ «Богун»), и только «Саблюк» с военным референтом Винницкой Ильей Ткачуком-«Олегом» дошел до Винницкой области.
Главной задачей этих рейдов была пропагандистская деятельность. В населённых пунктах, занятых УПА, организовывались митинги, проповедовали лозунги и националистические идеи, людей призывали бороться с немцами и коммунистами. Хотя отряды УПА во время рейдов на Восток Украины старались избегать вооруженных столкновений, на их пути не раз случались стычки с немцами, иностранной полицией и советскими партизанами. Перед местным населением националисты порой выдавали себя за советских партизан. Несмотря на то, что во многих городах и селах Советской Украины украинским националистам действительно удалось создать разветвлённое подполье однако, в целом, бандеровцев на Востоке ожидала неудача, причиной которой были не только политические репрессии немцев против членов украинского подполья, значительно его ослаблявшие, но и неприятие местным украинским населением идей национализма.

### Возвращение советской власти
С августа 1943 после поражения в Курской битве немецкие войска под натиском Красной армии откатываются в западном направлении. В Левобережную Украину постепенно возвращается коммунистический режим. Часть оуновцев оставила восточное подполье и перебралась на Запад Украины, чтобы переждать проход линии фронта там, где организация прочнее. Эвакуированные из Днепропетровщины члены тамошнего краевого провода занимались формированием отрядов УПА в Кировоградской области: в Холодном Яру (Чигиринский район), в Черном лесу (Знаменский район). Отряд УПА «Гранит» Андрея Шеремета-«Снежного» в декабре 1943 — феврале 1944 годы существовал на территории Подвысоцкого района Кировоградщины, Головановского, Грушковского районов Одесской области. Отделы УПА из группы «Богун» УПА-Север, которые рейдировали Подольем, в декабре 1943 года объединились в рейдовую группу «Кодак». В январе-феврале 1944 года на базе группы была создана генеральная военная округа УПА-Юг, командовать которой назначили Емельяна Грабца, погибшего в июне 1944 года на Винничине.
С возвращением советской власти за подполье ОУН взялись органы СМЕРШа и НКВД. С сентября 1943 года и до конца Второй мировой войны большинство ячеек националистического подполья, заложенных при немецкой оккупации, были разгромлены. Но националистическая борьба в этих краях не угасла. Главный военный штаб УПА и Провод ОУН считал одним из факторов своей победы закрепление в Центральной и Восточной Украине. Поэтому отделы УПА-Север и УПА-Юг в 1944-1945 годах продолжали совершать рейды в Житомирскую, Киевскую, Каменец-Подольскую и Винницкую области, а в регионах Правобережной Украины снова сформировали подпольную сеть.
Бойцы ОУН боролись против советской власти в центральных и восточных регионах страны до середины 1950-х годов, пока очаг сопротивления советской власти оставался в западных областях. В 1952 году МГБ Хмельницкой области ликвидировало две партизанские группы ОУН в Киевской области и три — в Винницкой. Винницкого окружного проводника Иосифа Демчука-«Лугового» МГБ арестовало в 1951 году в Виннице. В 1952 году в Ставищенском районе Киевской области сотрудники МГБ захватили в плен боевку ОУН Михаила Криси-«Кобзаря». Последних боевиков ОУН Житомирщины Владимира Кудрю-«Романа» и Александра Усача-«Лиса» органы КГБ уничтожили в Коростенском районе в июле 1955 года только после 10-часового боя.

## Отряды УПА, действовавшие на Востоке Украины

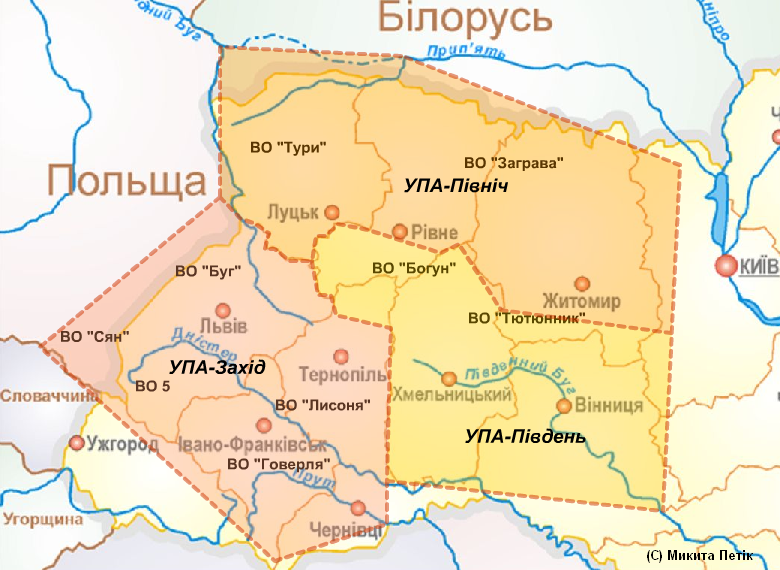
Территориальная структура УПА. 1944 год

С целью расширения ареалов своей деятельности за счет центральных и восточных областей Украины, в составе УПА-Север был создан военный округ «Тютюнник» (инода его называют УПА-«Восток») под командованием Федора Воробца («Верещака»), который имел цель закрепиться на территории Житомирской и Киевской областей.
Наряду с этим на рубеже 1943-1944 гг. началось формирование группы УПА-«Юг» в составе трёх крупных военных соединений «Винница», «Умань» и «Холодный Яр».